# پوساداس
پوساداس (به اسپانیایی: Posadas) شهری در کشور آرژانتین، استان میسیونس است که در سال ۲۰۰۹ میلادی، حدود ۲۸۷٬۰۰۰ نفر جمعیت داشته است.